# Veitsbuch
Veitsbuch ist ein Gemeindeteil der Gemeinde Weng im niederbayerischen Landkreis Landshut. Bis 1971 bildete es eine selbstständige Gemeinde.

## Lage
Das Pfarrdorf Veitsbuch liegt etwa zwei Kilometer nordwestlich von Weng im Donau-Isar-Hügelland.

## Geschichte
Im 14. Jahrhundert besaß das Frauenkloster Mittelmünster St. Paul zu Regensburg Güter in Veitsbuch und ließ sie in der Regel durch weltliche Amtsleute verwalten. Des Klosters Ministeriale „Hauch der Amman von Sand Veitz Puch“ kaufte 1341 für sich und seinen Bruder Wernhart, „den Amman von Awe“ (Postau) um acht Pfund Regensburger Pfennig einen halben Hof. Auch nachdem Veitsbuch in die Hand wechselnder Adelsfamilien gekommen war, blieb dem Kloster das Eigentum über den Ammerhof (Amtmannshof) erhalten, ebenso das Recht, nach seinem Willen einen Geistlichen für Veitsbuch zu präsentieren. In einem Verzeichnis aller Kirchen des Pfleggerichts Rottenburg vom Jahre 1484 ist die damals bereits vorhandene „St. Veicht-Kirchen zu Veichtspuech“ mit ihren Tochterkirchen aufgeführt.
Seinen Status als Hofmark büßte Veitsbuch wieder ein, als es den Herren von Oberköllnbach gelang, Veitsbuch als „Pertinenz“ einzugliedern. 1752 gab es in Veitsbuch acht Anwesen, die alle der Hofmark Oberköllnbach zugehörig waren. Erst nach der Säkularisation in Bayern und Bauernbefreiung konnten die Bauern den Boden, den sie bis dahin nur bewirtschaftet hatten, vom Staat ablösen und so zu ihrem Eigentum machen.
1925 umfasste das Pfarrdorf Veitsbuch 11 Wohngebäude mit 90 Einwohnern. Die Gemeinde Veitsbuch wurde am 1. April 1971 im Zuge der Gebietsreform in Bayern in die Gemeinde Weng eingegliedert.

## Sehenswürdigkeiten
- Pfarrkirche St. Veit. Der barocke Bau entstand 1724. Das Innere enthält eine Marienfigur von um 1460 und Altäre von um 1710.

## Vereine
- Freiwillige Feuerwehr Veitsbuch. Sie wurde 1876 gegründet.